# Bäumchen-Leitermoos
Das Bäumchen-Leitermoos oder Bäumchenartiges Palmenmoos (Climacium dendroides) ist ein in Mitteleuropa häufiges Laubmoos, das stets an sehr feuchten Stellen vorkommt. Da es sich um ein fast unverwechselbares Moos handelt, wurde es früher gerne für Lehrzwecke gepresst und für so genannte Moosbilder verwendet.

## Vorkommen
Das Bäumchen-Leitermoos ist ein in nassen Wiesen und Sümpfen in Mitteleuropa recht häufig verbreitetes Laubmoos. Es kommt sekundär auch in feuchten Laubwäldern, auf Parkwiesen und selten auf Gestein feuchter Lagen vor. Es handelt sich um ein Kalk meidendes, nährstoffliebendes Moos, das auch häufig zusammen mit Rhytidiadelphus squarrosus, Calliergonella-Arten und Plagiomnium undulatum zu finden ist. Generell gilt das Moos als Kulturfolger des Menschen. Ursprünglich soll es in Erlenbruchwäldern heimisch gewesen sein.

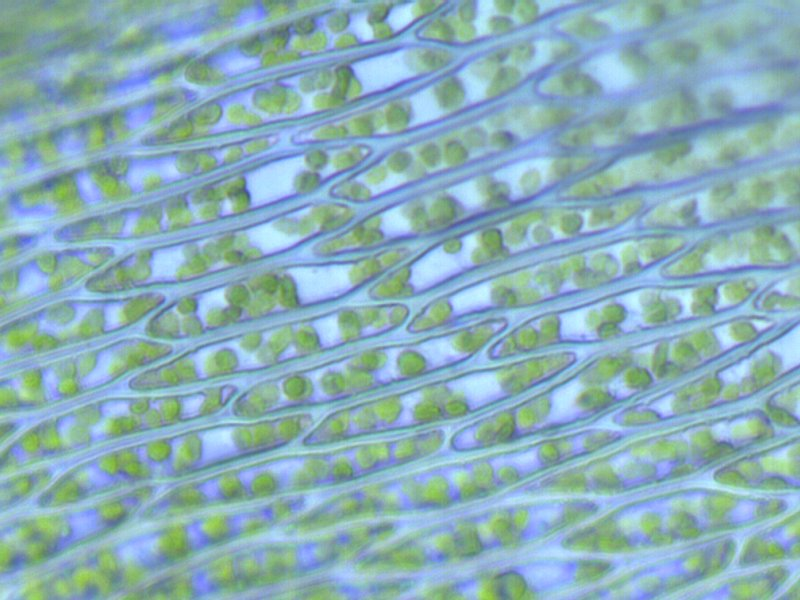
Laminazellen bei 400-facher Vergrößerung

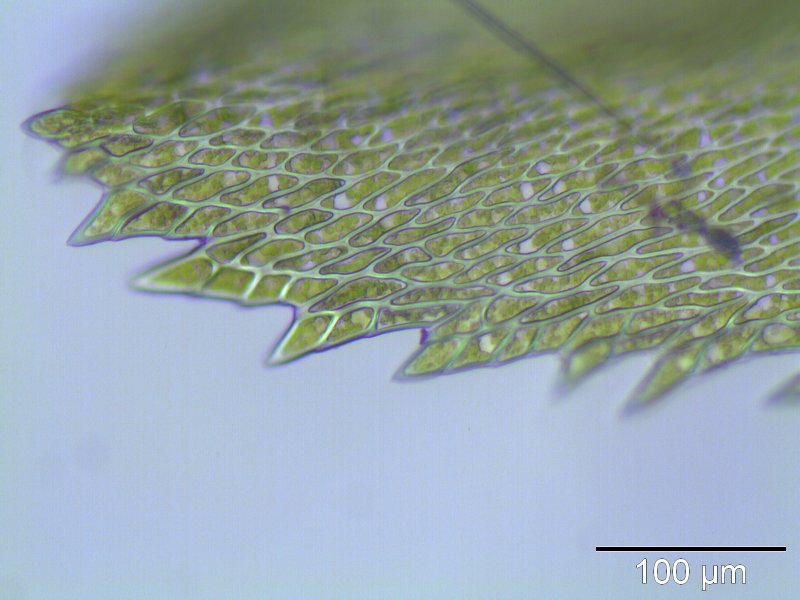
Gezähnelter Blattrand bei 200-facher Vergrößerung

## Merkmale
Das Laubmoos bildet sekundäre aufsteigende Stämmchen, die charakteristisch bäumchenartig verzweigt sind und bis 10 cm hoch werden können. Sie entspringen aus rhizomartig kriechenden Hauptstämmchen. Die hell- bis olivgrün gefärbten Ast-Blätter sind oft etwas faltig und weisen eine deutliche Mittelrippe auf, die vor der Blattspitze endet. Sie sind dachziegelartig angeordnet, eilänglich geformt und an der Spitze leicht gezähnelt. Zwischen den Ast-Blättern sind zahlreiche Paraphyllien vorhanden. Es gibt des Weiteren eilänglich geformte Niederblätter, die am unteren Teil der sekundären Stämmchen stehen. Kümmerformen oder sehr junge Triebe können kurzästig oder unbeastet sein.
Sporogone sind relativ selten zu beobachten. Sie werden jedoch in Grüppchen gehäuft am Stämmchen ausgebildet und treten aus der Krone des Bäumchens hervor. Die aufrechten, zylindrisch geformten Kapseln stehen an der Spitze einer langen, leicht verbogenen Seta. Sie weisen ein doppeltes Peristom auf.